# マツオカコーポレーション
株式会社マツオカコーポレーション（英: MATSUOKA CORPORATION）は、広島県福山市に本社を置く縫製メーカー。
日本最大手の縫製メーカー（2017年時点）。国内外SPAのOEMが中心であり、その企画・物流にも絡む。本社は日本だが、縫製工場はすべて海外にある。

## 沿革
以下、マツオカが公表する歴史、有価証券報告書での記載より
- 1946年（昭和21年） - 広島県甲奴郡上下町（現府中市）で松岡呉服店を創業。衣料品販売を始める。
- 1956年（昭和31年） - 株式会社化。縫製業を始める。
- 1964年（昭和39年）
  - 松岡繊維工業株式会社に商号変更。各種繊維製品の製造加工に業態転換。
  - アメリカ向けブラウス製造・海外貿易を開始。
- 1982年（昭和57年） - 韓国で委託生産を開始。
- 1986年（昭和61年） - 中国北京で委託生産を開始。
- 1990年（平成2年） - 浙江茉織華制衣有限公司を設立。
- 1993年（平成5年） - 茉織華実業（集団）有限公司を設立。以降中国が生産拠点の中心となる。
- 1996年（平成8年） - 株式会社マツオカコーポレーションに商号変更。
- 1998年（平成10年） - 国内工場を閉鎖、生産拠点を中国へ完全移管。
- 1999年（平成11年） - 上海茉織華股份有限公司を設立。上海証券取引所B株に上場。
- 2001年（平成13年） - 上海茉織華股份有限公司、上海A株に上場。
- 2003年（平成15年） - 嘉興徳永紡織品有限公司を買収。
- 2004年（平成16年）
  - MYANMAR POSTARION CO.,LTDを買収、ミャンマー（ビルマ）進出。
  - 本社を広島県福山市宝町（現在地）に移転
- 2005年（平成17年） - 茉織華実業(集団)有限公司 他 縫製加工を買収。
- 2006年（平成18年） - 浙江茉織華貿易有限公司を設立。
- 2008年（平成20年） - MATSUOKA APPARELS LTD.を設立、バングラデシュ進出。
- 2009年（平成21年）
  - TM Textiles & Garments (HK) Ltd.を設立。
  - TM Textiles & Garments Ltd.を設立。
- 2010年（平成22年） - MK APPARELS LTD.を設立。
- 2011年（平成23年） - 江蘇茉織華服飾（東台）有限公司を設立。
- 2012年（平成24年）
  - 東台松岡貿易有限公司を設立。
  - PT TI Matsuoka Winner Industry（TIMW）を設立。
- 2013年（平成25年） - 茉織華実業（集団）有限公司から嘉興茉織華華為制衣有限公司・嘉興茉織華華遠服飾有限公司を分社化。
- 2015年（平成27年） - PHU THO MATSUOKA CO.,LTDを設立、ベトナム進出。
- 2016年（平成28年） - JDT VIETNAM CO.,LTDを設立。
- 2017年（平成29年）
  - VINA BIRZ CO.,LTD（BAC GIANG MATSUOKA CO.,LTD）を完全子会社化
  - 東京証券取引所第1部に上場
- 2018年（平成30年） - ファーストリテイリング・蝶理・東レで合弁会社PT MATSUOKA INDUSTRIES INDONESIAを設立、インドネシア進出。
- 2023年（令和5年） - 東京証券取引所スタンダード市場へ市場変更する。

1956年株式会社化、主としてカジュアルウェアの縫製を始める。
1982年他社に先駆けて韓国で委託生産を始める。中国市場への進出は早く、1990年現地法人を設立、1999年合弁企業・上海茉織華股份有限公司は日系企業として初めて上海B株に上場、2001年には上海A株に上場している（日系企業の上場ではアルパインに次いで2例目）。当時日本国内では未上場の中堅メーカーであったが、国内工場を閉鎖し中国を生産拠点とし、中国で上場して設備投資資金を調達し更に業績を上げた。なおこの合弁企業は中国企業側が縫製業から撤退したため株式をすべて取得し完全子会社化しており、外資に関して規制がある中国において珍しいケースとなった。2004年ミャンマー、2008年バングラデシュ、2015年ベトナムで生産を始めている。
2017年、東証1部上場。この時点で世界のアパレルOEM業界で12位、日本最大手の縫製メーカーだった。この時点で、売上高の7割がファーストリテイリング向けで、東レやコロンビア・スポーツウェア向けにも生産、主力工場はバングラデシュであった。ラインの生産スピードの上昇、中国以外・東南アジアでの生産規模拡大、スポーツ用・アウトドア用やメディカル用の素材開発・製造・販売、などに取り組んでいた。2020年新型コロナウイルスの感染拡大を受け、感染予防用のマスク製造（アベノマスク）や医療用防護服を中国の子会社工場で製造、また経済産業省「海外サプライチェーン多元化等支援事業」支援を受けベトナム子会社工場を増強し製造を始めている
東証プライム市場における上場維持基準に適合しない事から、2023年10月20日に東証スタンダード市場へ市場変更を行った。

## 事業所
- 本社 : 広島県福山市
- 事務所
  - 東京事務所
  - 大阪事務所
- 上下サンプル室 : 広島県府中市

## 子会社
- 中国
  - 茉織華実業（集団）有限公司
  - 上海茉織華服飾有限公司
  - 浙江茉織華貿易有限公司
  - 嘉興茉織華華為制衣有限公司
  - 嘉興徳永紡織品有限公司
- 香港
  - TM Textiles & Garments (HK) Ltd.
- ベトナム
  - PHU THO MATSUOKA CO.,LTD
  - BAC GIANG MATSUOKA CO.,LTD
  - AN NAM MATSUOKA GARMENT CO., LTD
  - JDT VIETNAM CO.,LTD
- インドネシア
  - PT.MATSUOKA INDUSTRIES INDONESIA
- ミャンマー
  - MYANMAR POSTARION CO.,LTD
- バングラデシュ
  - MK APPARELS LTD.
  - TM Textiles & Garments Ltd.